# Juan Martinez de Recalde
Niektóre z zamieszczonych tu informacji wymagają weryfikacji.
Dokładniejsze informacje o tym, co należy poprawić, być może znajdują się w dyskusji tego artykułu.
 Po wyeliminowaniu niedoskonałości należy usunąć szablon {{Dopracować}} z tego artykułu.
Juan Martínez de Recalde (ur. 1540, Bilbao; zm. 23 października 1588, La Coruña) – hiszpański XVI-wieczny admirał. Jeden z dowódców Wielkiej Armady, zmarł tuż po powrocie z wyprawy.
Juan Martínez de Recalde pochodził z  miasta Bilbao, leżącego nad Zatoką Biskajską. Przez 20 lat był urzędnikiem państwowym nadzorującym transport morski między Bilbao (północno-zachodnia Hiszpania) a Niderlandami Hiszpańskimi. Później zdobywał doświadczenie na morzu jako dowódca królewskich okrętów. W 1572 roku król Filip II powierzył mu dowodzenie flotą wysłaną do Flandrii, gdzie przez następne 8 lat dowodził okrętami wojennymi walczącymi z niderlandzkimi Gezami. W 1580 roku został dowódcą floty eskortującej wojska hiszpańskie i papieskie do Smerwick w Irlandii, mające wspierać katolicką rebelię przeciwko panowaniu Anglików.
Jego zdolności w dowodzeniu na morzu zwróciły uwagę dowódcy floty hiszpańskiej, Álvaro de Bazána, markiza Santa Cruz. W latach 1582–83 roku Juan Martínez de Recalde, pod komendą markiza Santa Cruz, brał udział w zwycięskiej kampanii floty hiszpańskiej na Azorach, gdzie dowodził jedną z eskadr w bitwie morskiej pod Ponta Delgada.
W 1587 roku, kiedy trwały przygotowania do wyprawy Wielkiej Armady, Juan Martínez de Recalde został mianowany admirałem floty inwazyjnej. W lutym 1588 roku zmarł w Lizbonie dotychczasowy dowódca hiszpańskiej floty, markiz Santa Cruz. W tym momencie Juan Martínez de Recalde był najbardziej doświadczonym spośród hiszpańskich admirałów, jednak król Filip II mianował naczelnym dowódcą Armady księcia Medina-Sidonia. Co więcej, chociaż de Recalde jako dowódca floty rezerwowej był nominalnym następcą księcia Medina-Sidonia, został on pominięty w hierarchii starszeństwa, gdyż książę, w tajnym dokumencie, przekazywał swoje zastępstwo faworytowi króla Filipa, Alonso Martinezowi de Leivie, który nie sprawował we flocie Armady żadnej funkcji. Było to odzwierciedlenie feudalnej hierarchii, która panowała w dowództwie hiszpańskiej floty; hierarchia ta wywodziła się jeszcze z czasów, gdy najważniejszą funkcję na statku sprawowali dowódcy lądowi prowadzący abordaż, a nie kapitanowie, dowodzący marynarzami, gdyż w teorii kierowali oni jedynie okrętem.
W chwili wypłynięcia Wielkiej Armady w morze Juan Martínez de Recalde dowodził eskadrą biskajską, liczącą 13 okrętów, której okrętem flagowym była  "Santa Ana" (30 dział), jednak on sam płynął na pokładzie galeonu "San Juan" z eskadry portugalskiej (1050 ton wyporności, 50 dział, z załogą liczącą 156 marynarzy i 387 żołnierzy), drugim co do ważności okręcie Armady (po galeonie "San Martin"). Pod nieobecność de Recaldego eskadrą biskajską dowodził na "Santiago" jej nominalny dowódca.
Podczas trwania kampanii Juan Martínez de Recalde dał się poznać jako najlepszy taktyk spośród hiszpańskich dowódców. Mający duże doświadczenie admirał często opowiadał się za śmiałymi rozwiązaniami taktycznymi, ale książę Medina-Sidonia wolał słuchać ostrożniejszych doradców, co spowodowało m.in. zaniechanie ataku pod Plymouth, kiedy Hiszpanie stracili niepowtarzalną szansę na zablokowanie w porcie floty angielskiej i jej zniszczenie. W trakcie walk na kanale La Manche de Recalde dowodził ariergardą Wielkiej Armady i często brał udział w walce. Brał również udział w bitwie pod Gravelines jako dowódca jednego z pięciu okrętów, które musiały samotnie stawić czoła angielskim atakom, zanim nie połączyły się z resztą Armady.
Juan Martínez de Recalde, schorowany i wyczerpany trudami kampanii, zmarł w jednym z przyklasztornych szpitali w październiku 1588 roku w dwa tygodnie po powrocie z wyprawy. Gdyby to on dowodził Wielką Armadą, wynik walk mógłby być inny.